# Пам'ятник учасникам Антитерористичної операції
Пам’ятник учасникам АТО (Енергодар) — меморіальний комплекс, розташований у місті Енергодар Запорізької області, встановлений на честь загиблих учасників антитерористичної операції на сході України. Це перший пам’ятник такого типу в області, споруджений на території загальноосвітньої школи №2 з ініціативи волонтерських організацій та за підтримки проєкту «Місто своїми руками».
Меморіал складається з гранітних стел із написами «Слава – Україні» та «Героям – слава», увінчаних тризубом, виготовленим скульптором Андрієм Ковтунчиком. Композиція символізує мужність і жертовність українських військових та всього народу. У відкритті монумента взяли участь представники місцевої влади, Запорізької ТЕС, військовослужбовці, учасники АТО, школярі та студенти. Пам’ять загиблих мешканців Енергодара і Кам’янсько-Дніпровського району було вшановано хвилиною мовчання, а сам пам’ятник освячено священиком Української греко-католицької церкви.
У березні 2022 року, після початку російської окупації Енергодара, пам’ятник був пошкоджений військовою технікою російських загарбників. За повідомленням ДП «НАЕК Енергоатом», окупанти знесли флагшток із прапором ОУН та спалили його, проте український прапор дивом уцілів.